# Vladislav Hercegović Kosača
Vladislav Hercegović Kosača (* 1426 oder 1427; † 1490) war der Sohn von Stjepan Vukčić Kosača, Herzog der Herzegowina. 

## Biographie
Vladislav geriet in mehrere Konflikte mit seinem Vater, schloss aber wieder Frieden mit ihm. Ab 1453 war er oft in Diensten der Osmanen, Venezianer und des kroatisch-ungarischen Königs Matthias Corvinus, der ihm 1469 die Festungen Großer und Kleiner Kalnik (Veliki i Mali Kalnik) bei Križevac schenkte. Hercegović-Kosača hatte einen Sohn namens Balša. Dieser wohnte auf dem Kalnik und wurde noch 1510 erwähnt. Nach seinem Tod verarmte die Familie.

## Quelle
- Kosača, Vladislav Hercegović
- Archivierung: https://web.archive.org/web/20170902081526/http://www.enciklopedija.hr/natuknica.aspx?id=33299

| Personendaten    | Personendaten                                          |
| ---------------- | ------------------------------------------------------ |
| NAME             | Kosača, Vladislav Hercegović                           |
| KURZBESCHREIBUNG | Sohn von Stjepan Vukčić Kosača, Herzog der Herzegowina |
| GEBURTSDATUM     | 1426 oder 1427                                         |
| STERBEDATUM      | 1490                                                   |